# مصطفى عذاب
مصطفى عذاب (12 أكتوبر 1975 -) مصور ومحكّم فوتوغرافي سوري الجنسية، اشتهر بتصوير الوجوه والأشخاص والأزياء، تميز ببصمته الخاصة في تصوير المشاهير من الفنانين والإعلاميين والسياسيين، ونشرت صوره وأعماله على أغلفة وصفحات العديد من المجلات والصحف العالمية والعربية مثل النيويورك تايمز و ناشونال جيوغرافيك أبو ظبي وغلف بزنس وانتروبرونور الشرق الأوسط وموسوعة غينيس للأرقام القياسية ومجلة فوربس ومجلة زهرة الخليج وصحيفة البيان الإماراتية وMSN ومجلة ليالينا ومجلة البشاير ومجلة في الفن ومجلة الاتحاد ومجلة فن شو ومجلة فن التصوير والناس نيوز.

## النشأة والأسرة
ولد مصطفى عذاب في 12 اكتوبر سنه 1975 في مدينة بيروت، ترجع أصولة لقرية فروان في إدلب السورية، انتقلت أسرتة لقرية تمانعه الغاب التابعة لمحافظة حماة في وقت مبكر من طفولتة. درس الابتدائية والإعدادية في قريتة التمانعة ثم درس الثانوية في قرية الرصيف، قبل أن يكمل تعليمة في جامعة حلب. متزوج من حنين الخليل ولديه ثلاثة أطفال، حور، شجن، وفراس.

## مواقع عمله
عذاب عضو الأمانة العامة في اتحاد المصورين العرب، وهو المنسق العام لجائزة الشيخ منصور بن زايد آل نهيان لتصوير الجواد العربي. عمل عذاب في مؤسسة دبي للإعلام في الفترة 2011 إلى 2018 ضمن صحيفة البيان التي فازت بجائزة «فوربس» الشرق الأوسط عن فئة أقوى الصحف في وسائل التواصل الاجتماعي على المستوى العربي. ثم انتقل بعدها لشركة أبوظبي للإعلام بدأ من 2018.كما يعمل حاليا في مجلة زهرة الخليج التي يطبع منها أكثر من 200 ألف نسخة أسبوعياً.
غطى عذاب العديد من الفعاليات مثل مهرجان دبي السينمائي الدولي، مهرجان أبوظبي السينمائي، أيام قرطاج السينمائية، منتدى الإعلام العربي، كأس دبي العالمي، سباق فولفو للمحيطات، مهرجان الفجيرة الدولي للفنون، أبوظبي غولف، أبوظبي بولو، عرب كاستنج، ومهرجان تبوريدة.
كما عمل مع كل من حكومة دبي، طيران الإمارات، هيئة الطرق والمواصلات، شرطة دبي، نادي دبي للصحافة، هيئة دبي للثقافة والفنون، مبادرة توازن، شركة ستراتا للاسلحة، هيئة الصحة ابوظبي، هيئة السياحة ابوظبي، شرطة راس الخيمة، سيفورا، ميو ميو، دولتشي أند غابانا، ورولز رويز.

## جوائز حاز عليها
- جائزة الإمارات الدولية للتصوير
- جايزة الشيخ منصور بن محمد للتصوير الضوئى[24]
- جائزة فضاءات من نور[25][26]
- جائزة الفجيرة للتصوير الضوئي[27][28]

## جوائز حكّم ضمنها
- جائزة الشارقة الدولية للتصوير الضوئي[29]
- جائزة الشيخ منصور بن زايد آل نهيان لتصوير الجواد العربي[24]
- جائزة فلسطين
- جائزة الفجيرة للتصوير الضوئي.[30]

## وصلات خارجية
- نماذج لأعماله